# بخش یودایاپور
بخش یودایاپور (به لاتین: Udayapur District) یک بخش در نپال است که در استان شماره ۱ واقع شده‌است.

## خصوصیات
بخش یودایاپور ۳۱۷٬۵۳۲ نفر جمعیت دارد.